# TV Land
TV Land (первоначально Nick at Nite’s TV Land) — американский базовый кабельный телевизионный канал, запущенный 29 апреля 1996 года. Владельцем телеканала является Viacom. Первоначально TV Land состоял исключительно из классических телевизионных шоу 1950-х-1990-х годов. Сейчас телеканал транслирует классические телевизионные шоу в сочетании с фильмами и оригинальными шоу. На 2015 год TV Land доступен у 92,5 млн зрителям (79,5 процентов от общего числа домохозяйств в стране).
С 2010 года кабельная сеть начала производство оригинальных сериалов, первым из которых стал многокамерный ситком «Красотки в Кливленде», который дебютировал с рекордными рейтингами. В 2011 году канал запустил новые ситкомы «В 35 — на пенсию», «Счастливо разведённые» и «Бывшие», а в 2012 году - «Человек души», спин-офф «Красоток в Кливленде». Последним многокамерным ситкомом стал недолго просуществовавший «Кёрсти» в 2013 году.
В 2014 году TV Land начал переход на производство более острых, однокамерных комедий для более молодой аудитории. «Падение Дженнифер» стал их первым проектом, однако не имел успеха и был закрыт после одного сезона. В 2015 году канал официально объявил о смене направления и ребрендинге и закрыл все многокамерные ситкомы, включая флагманский «Красотки в Кливленде». Весной канал выпустил отмеченный критиками сериал «Юная», а затем «Самозванец» и «Шоу Джима Гэффигана».

## История
Добиваясь успеха и популярности Nick at Nite, TV Land начал трансляцию 29 апреля 1996 года классических комедий, драм, и других различных шоу 24 часа в сутки. Название «TV Land» было взято из мультсериала «Шоу Рокки и Буллвинкля», где герой произнёс фразу «Hello out there in TV Land».
Фраза «TV Land» была также использована на Nick at Nite в 1980-х годах как название вымышленного места, откуда появился программный блок Nick at Nite.
1 января 2001 года, логотип TV Land принял упрощённую форму, сохраняя структуру двойной трапеции. В этом логотипе вокруг каждой буквы находилась трапеция, но в упрощённом виде, также был упрощён шрифт. Телеканал отпраздновал своё десятилетие 29 апреля 2006 года. Также в 2006 году, TV Land и Nick at Nite перестали работать совместно, делая TV Land самостоятельным телеканалом. Телеканал часто посвящает одной телепередаче будние дни.
Гарри Ширер был постоянным диктором рекламных объявлений на TV Land. Первым диктором на телеканале был диджей Ден Инграм. 23 ноября 2009 года, логотип телеканала был снова изменён на более упрощённую форму, сохраняя вид двойной трапеции. В этот раз все трапеции вокруг каждой буквы были удалены, упростился шрифт.
В 2008 году, TV Land выставил в эфир утренний (с понедельника по пятницу) трёхчасовой рекламный ролик. В мае 2010 года, телеканал укоротил рекламный ролик на один час.

## Награды TV Land Awards
Телеканал TV Land начал вручать награды TV Land Awards многим шоу с 2003 года. TV Land Awards отмечает годовщину классических телевизионный передач. TV Land транслирует церемонию наград вместе с Nick at Nite с 2007 года.